# جزيرة الزيادي

تعديل مصدري - تعديل

 جزيرة الزيادي هي إحدى جزر اليمن وإدارياً تعتبر إحدى العزل التابعة لمديرية باب المندب بمحافظة تعز اليمنية ويبلغ تعداد سكانها 216 نسمة حسب التعداد السكاني في اليمن لعام 2004.

## روابط خارجية
- الجهاز المركزي للإحصاء بالجمهورية اليمنية
- المركز الوطني للمعلومات باليمن
- World Gazetteer:Yemen
- الدليل الشامل